# Feuk
Feuk (uttalas [fö:k]) är en svensk släkt som härstammar från Skåne genom äldste kände stamfader guldsmeden Hans Föck (död 1616–1619) från Åhus.
Till en äldre gren hörde bröderna Lars Feuk (1813–1903) och Gustaf Adolf Feuk (1820–1907). Till en yngre släktgren hör Mathias Feuk och Johan Feuk.
Gustaf Adolf Feuk var far till Gustaf Feuk, som var gift med Tora Feuk.